# ATI Rage
ATi RAGE - серія графічних чипсетів виробництва компанії ATI Technologies, з прискоренням 2D, 3D графіки та відео . RAGE є наступником Mach, серії 2D прискорювачів, що виготовлялися в 1995-1999 роках.

## 3D RAGE (I)
Прообраз чипа RAGE базувався на 2D ядрі Mach64 із новими блоками для прискорення MPEG-1 та 3D. 3D RAGE був випущений у квітні 1996 року. 3D RAGE використовувався у відеокартах Xpression (раніше містив чип Mach64). Крім того, цей чип був інтегрований в лінійку IBM Aptiva 2176 з корпусом Stealth і поставлявся з безкоштовною копією MechWarrior 2: 31st Century Combat, яка працювала лише з цим графічним чипом, щоб продемонструвати його здібності. Конфігурація пам'яті на цьому інтегрованому чипі становила 2 мегабайти.

## 3D RAGE II (IIC, II+, II+DVD)

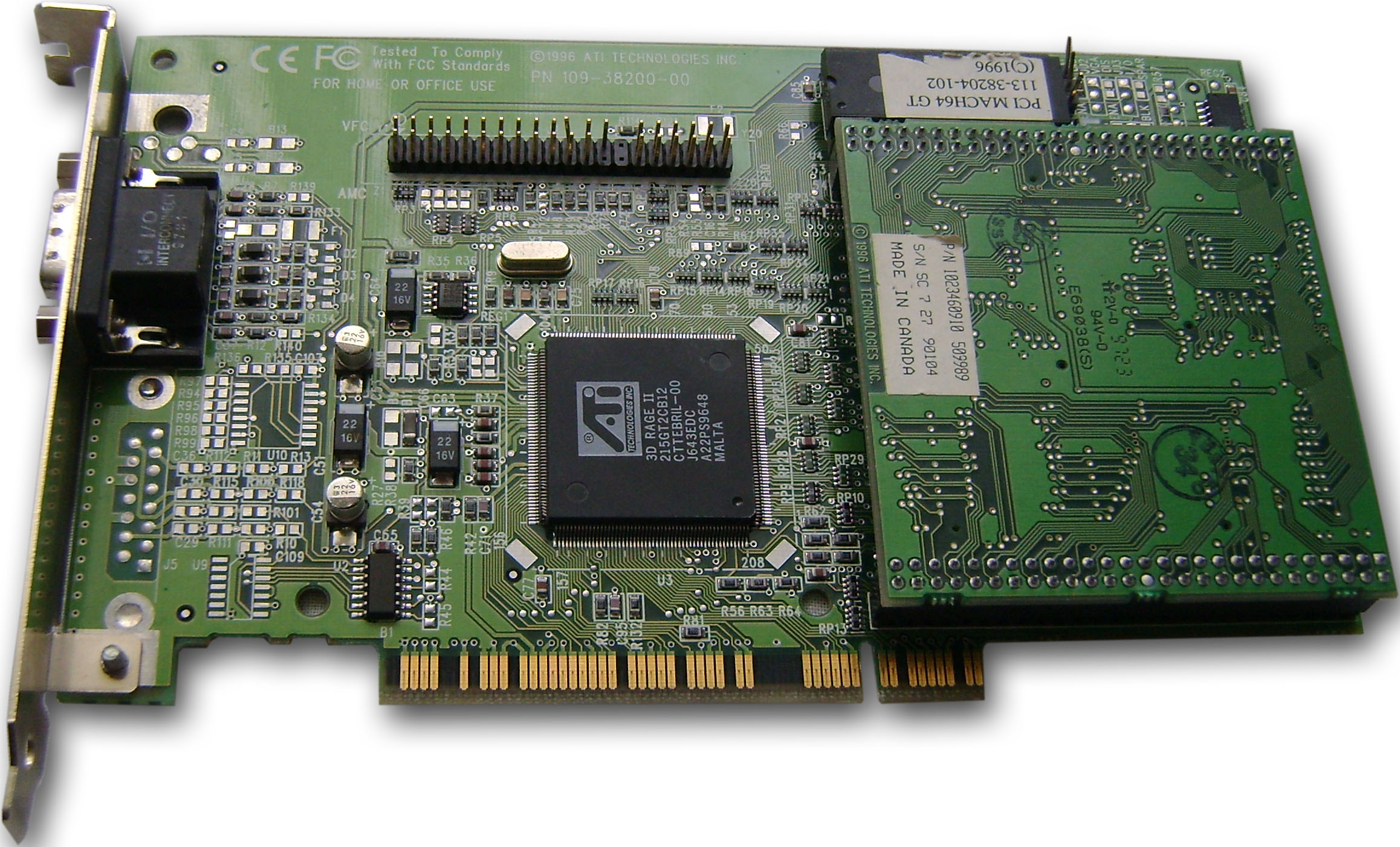
Відеокарта ATI 3D Rage II

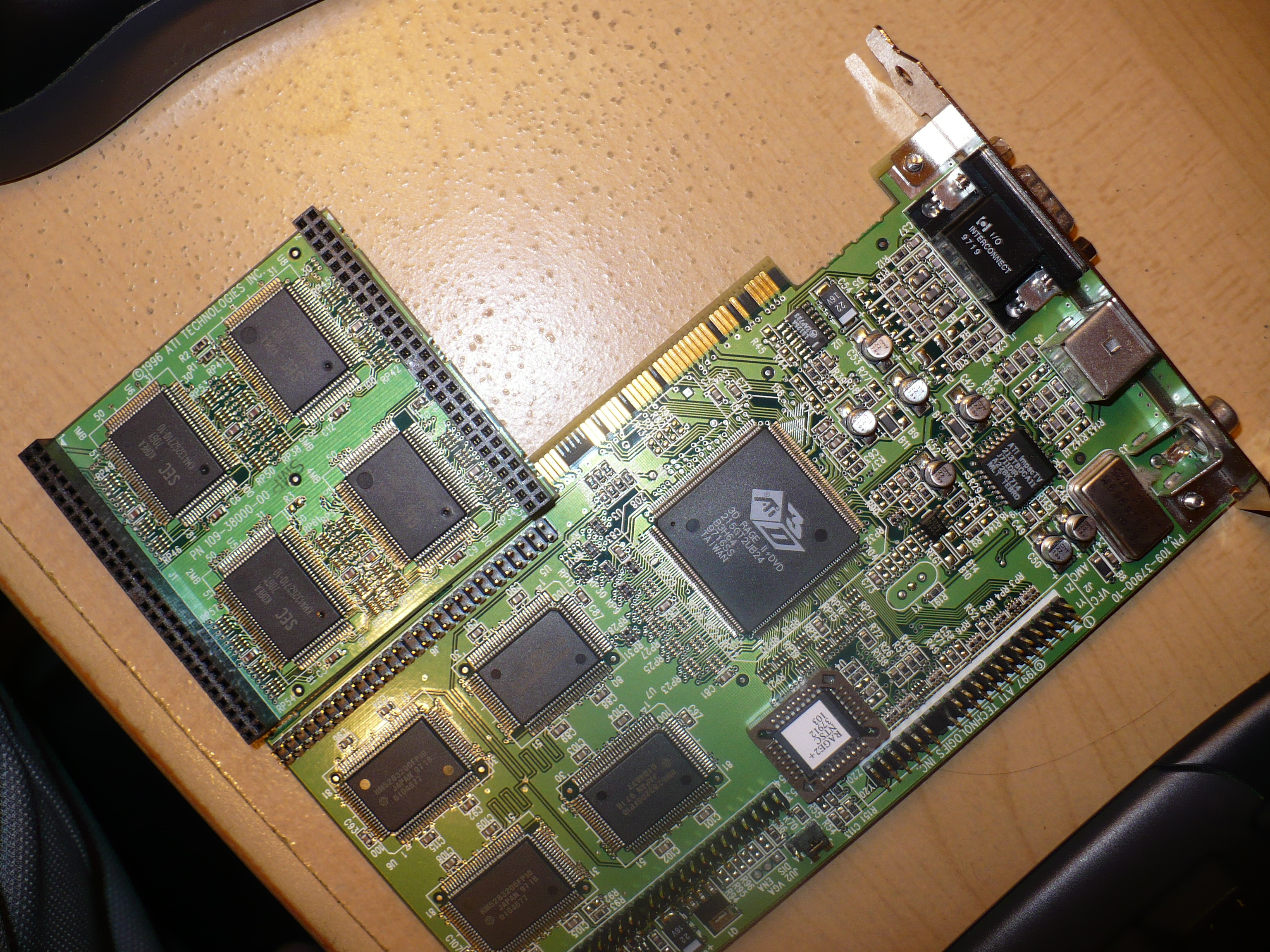
ATI 3D Rage II+ DVD зі знятою панеллю Vertex M1

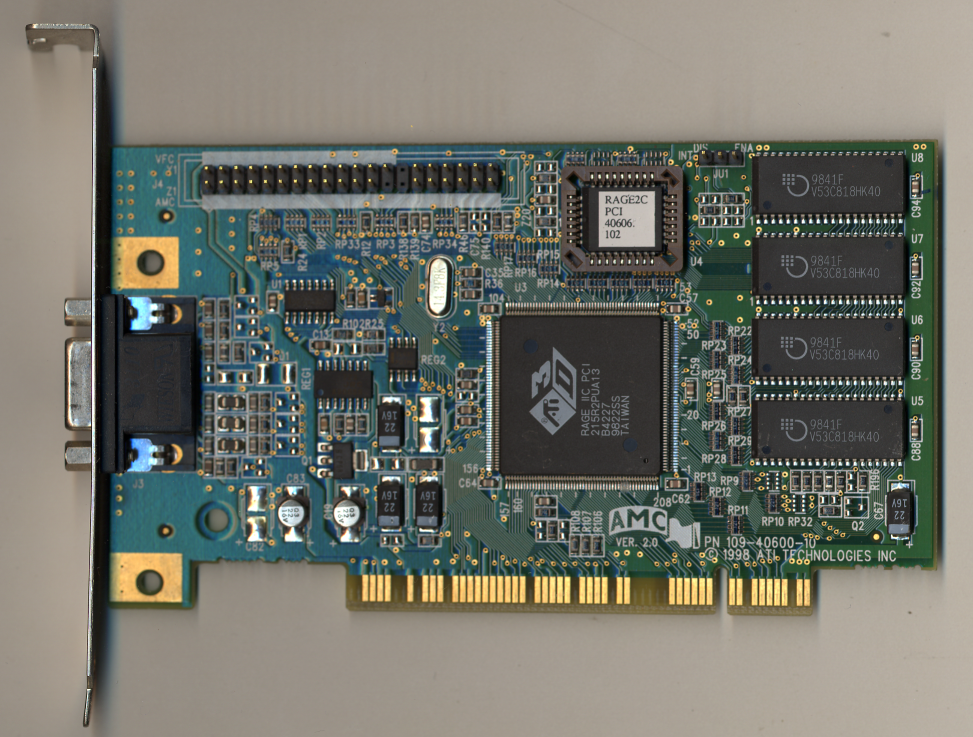
ATI Rage IIc PCI card

Друге покоління чипа RAGE пропонувало 3D-продуктивність, що зросла майже вдвічі. Графічний процесор був заснований на переробленому ядрі Mach64 GUI, що забезпечувало оптимальну 2D-продуктивність з будь-якою пам'яттю типу EDO, що працює в одноцикловому режимі або з високошвидкісною пам'яттю SGRAM. Чип 3D RAGE II був покращеною поконтактно-сумісною версією акселератора 3D RAGE. Друге покоління PCI сумісного чипа збільшило 2D-продуктивність на 20 відсотків і додало підтримку для відтворення MPEG-2 (DVD). Чип також мав драйвери для Microsoft Direct3D та Reality Lab, QuickDraw 3D Rave, Criterion RenderWare та Argonaut BRender. Драйвери OpenGL доступні для професійної 3D та CAD спільноти, а також Heidi-драйвери доступні для користувачів AutoCAD. Драйверами забезпечувалися і операційні системи, такі як Windows 95, Windows NT, Mac OS, OS/2 та Linux. ATI також постачала чип для оцифровування ТВ сигналу ImpacTV з картами, заснованими на RAGE II.
RAGE II був вбудований у кілька комп'ютерів Macintosh, включаючи Macintosh G3, Power Mac 6500, та у прототип iMac G3 (RageII+). В IBM PC-сумісних комп'ютерах чипсет використовували деякі материнські плати та відеокарти: 3D Xpression+, 3D Pro Turbo та у прототипі All-in-Wonder.
3D Rage IIc був останньою версією ядра Rage II і пропонував додаткову підтримку AGP. Rage IIc був інтегрований в один комп’ютер Macintosh, оригінальний iMac G3/233 (Ревізія. A.). 
Специфікація RAGE II+DVD:
- Частота ядра: 60 МГц
- Частота пам'яті: 83 МГц SGRAM
- Пропускна спроможність пам'яті: 480 Мб/с
- DirectX 5.0

## 3D Rage Pro

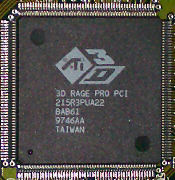
Чип RAGE Pro

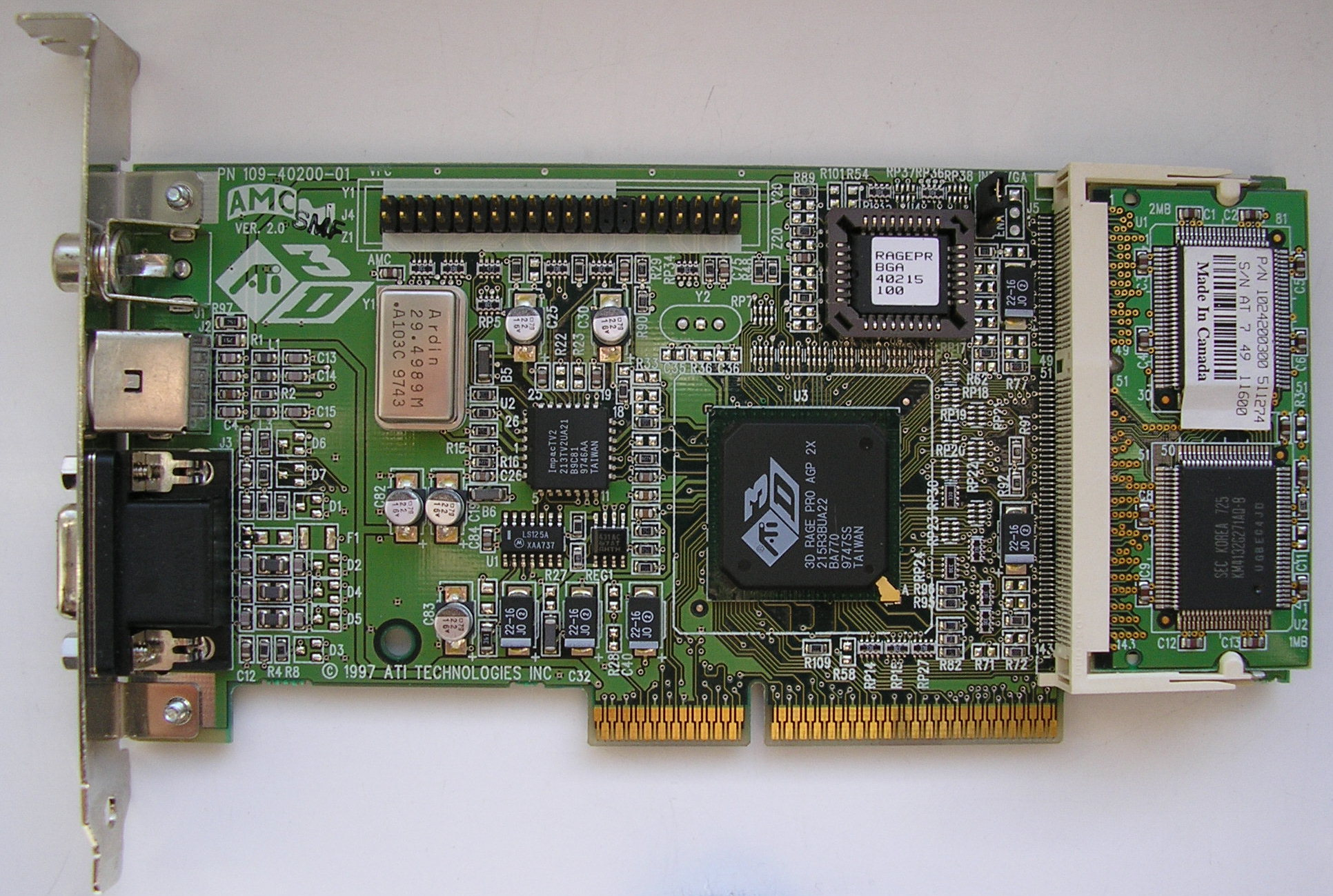
ATI Xpert@Play, AGP, 8 MB RAM

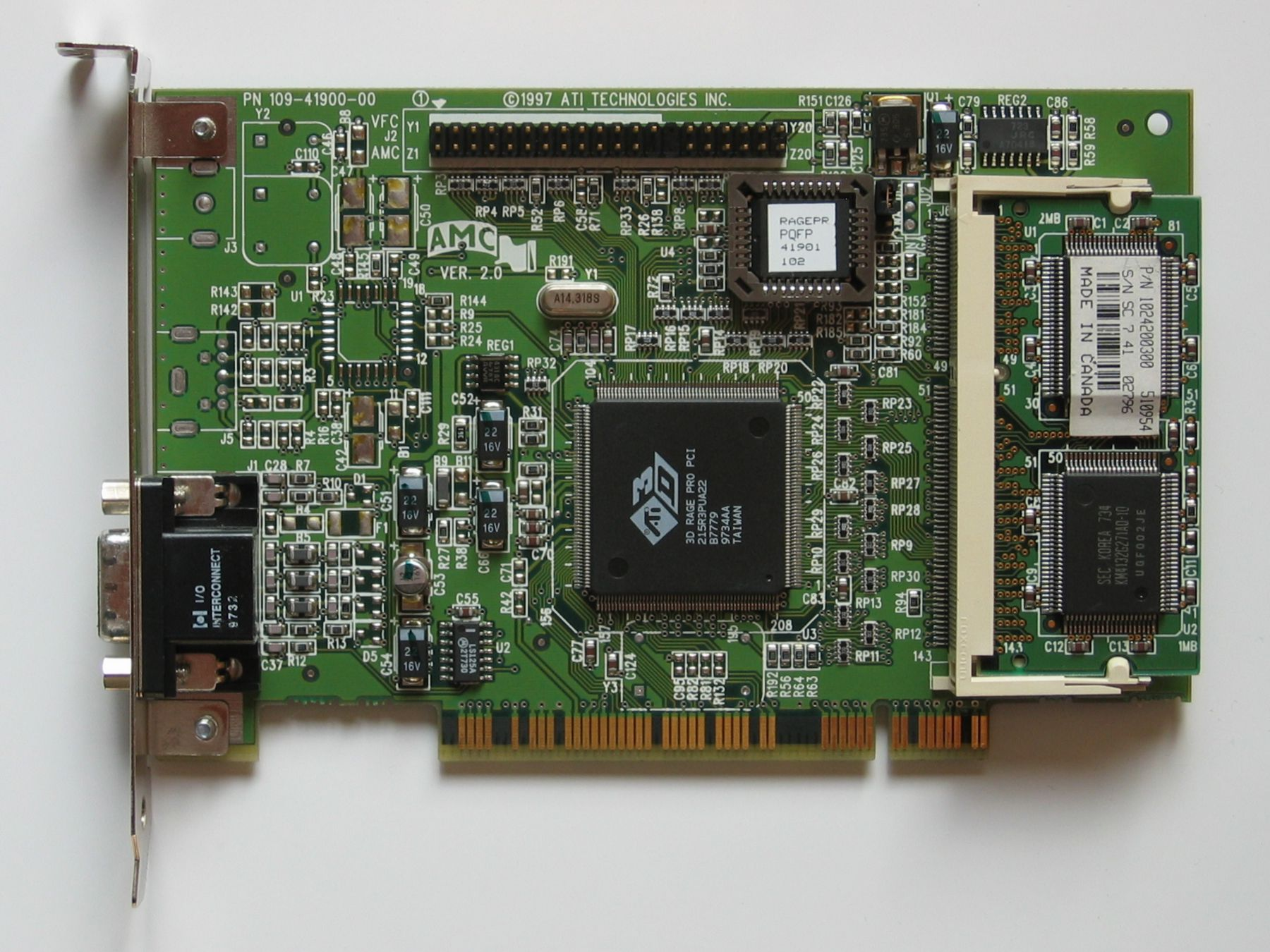
ATI Xpert@Work, PCI, 8 MB RAM

ATI ввела багато змін у 3D Rage Pro (початкова назва ATI Rage Expert98): новий рушій трикутного рендерингу, перспективне коригування, підтримка туману та реалізація прозорості, дзеркальне освітлення, покращене відтворення відео та покращена підтримка DVD. Чип 3D Rage Pro був розроблений для Intel AGP, використовуючи переваги виконання в режимі текстурування, бічна конвеєризація та повне 2x згладжування. Перші версії покладалися на стандартні установки пам'яті: 8 мегабайтів SGRAM, 16 МБ WRAM - в залежності від моделі. 
RAGE Pro пропонував продуктивність у діапазоні RIVA 128 від Nvidia і прискорювача Voodoo від 3dfx, але загалом не зрівнявся з конкурентами чи перевищив їх. Це, на додаток до (на початку) відсутності підтримки OpenGL, зашкодило продажам того, що рекламували як надійне ігрове рішення. У лютому 1998 року ATI представила 2x AGP-версію Rage Pro на ринку OEM і спробувала заново винайти Rage Pro для роздрібного ринку, одночасно перейменувавши чип на Rage Pro Turbo і випустивши новий набір драйверів Rage Pro Turbo. (4.10.2312), що нібито підвищило продуктивність на 40%. Насправді, ранні версії нового драйвера забезпечували лише підвищену продуктивність у таких тестах, як Ziff-Davis 3D Winbench 98 і Final Reality. В іграх продуктивність насправді постраждала. Незважаючи на поганий початок, назва Rage Pro Turbo прижилася, і в кінцевому підсумку ATI змогла випустити оновлені версії драйвера, які забезпечили помітне підвищення продуктивності в іграх, однак цього все ще було недостатньо, щоб викликати великий інтерес з боку ентузіастів ПК.
3D Rage Pro в основному продавався на роздрібному ринку як Xpert@Work або Xpert@Play, з єдиною різницею в тому, що у версії Xpert@Play є порт ТВ-виходу. Це також був вбудований графічний чипсет на робочих станціях Sun Ultra 5/10, їх перша модель комп’ютера, яка пропонувала стандартні апаратні компоненти ПК, а також вбудований графічний чипсет іншої версії Macintosh G3 (бежевий).
Специфікація 3D Rage Pro:
- Частота ядра: 75 МГц
- Об'єм пам'яті: 4, 8 або 16 МБ
- Частота пам'яті: 100 МГц SGRAM/WRAM
- Пропускна спроможність пам'яті: 800 Мб/с
- DirectX 6.0

## RAGE LT (мобільний) and RAGE LT Pro (настільний)

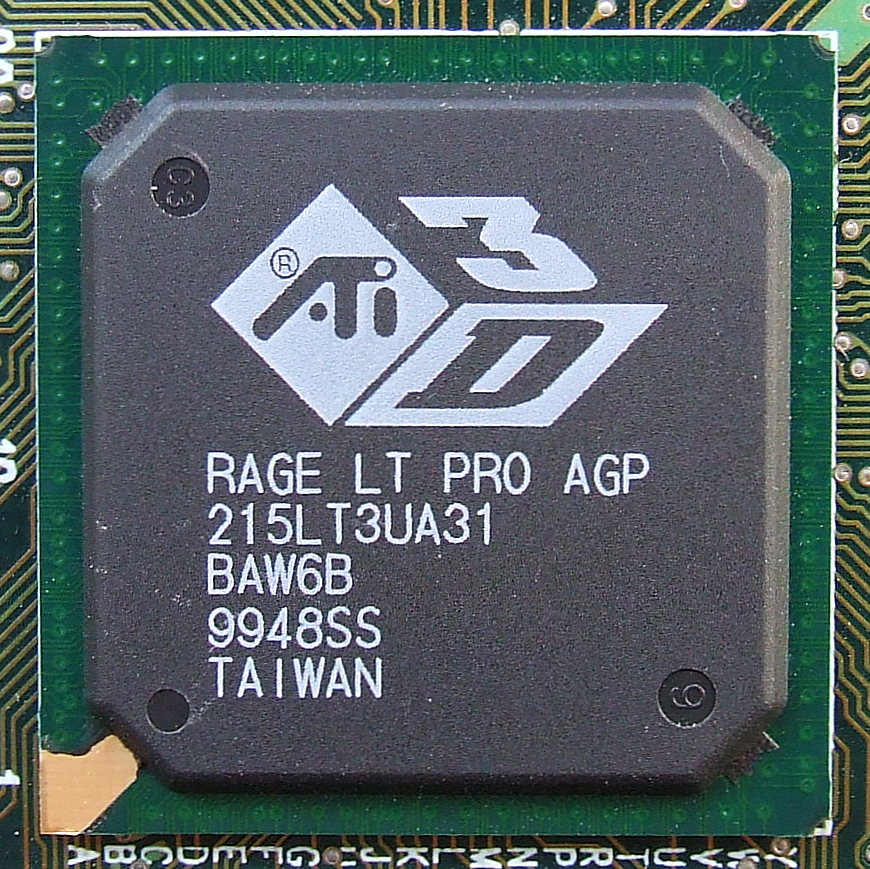
Чип Rage LT

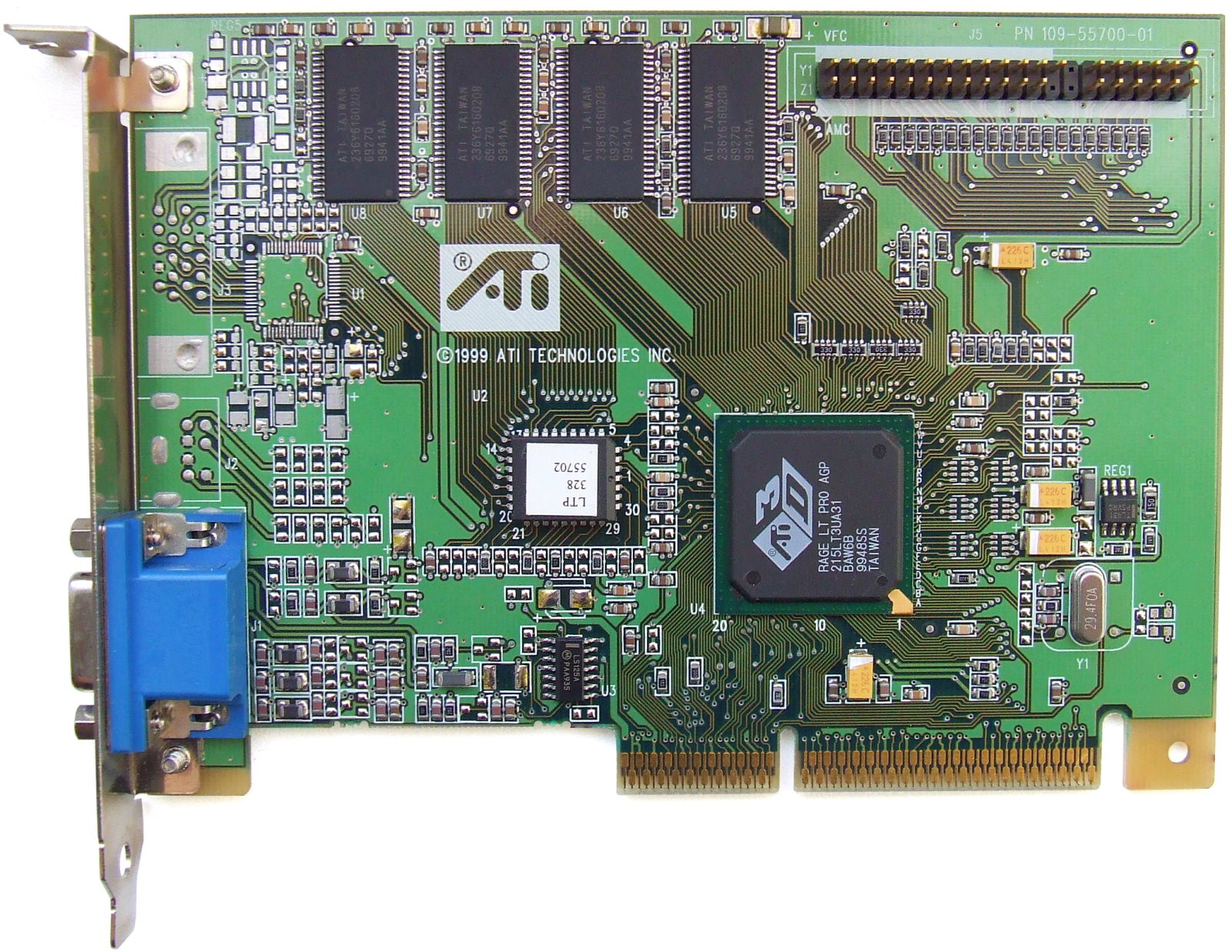
ATI Rage LT Pro AGP, 8 MB SDRAM

Rage LT або Mach64 LT часто впроваджували на материнських платах і в мобільних пристроях, таких як ноутбуки. Цей чип кінця 1996 року був дуже схожий на Rage II і підтримував те саме кодування програми. Він інтегрував передавач низьковольтної диференціальної сигналізації (LVDS) для РК-дисплеїв ноутбуків і розширене керування живленням (поблокове керування живленням). RAGE LT PRO, заснований на 3D RAGE PRO, був першим мобільним графічним процесором, який використовує AGP.
Він пропонував Filtered Ratiometric Expansion, який автоматично коригував зображення до повноекранного розміру. ATI ImpacTV2+ інтегрований з чипом RAGE LT PRO для підтримки перегляду на кількох екранах; тобто одночасні виходи на телевізор, ЕПТ та РК. Крім того, RAGE LT PRO може управляти двома дисплеями з різними зображеннями та/або частотою оновлення за допомогою вбудованих подвійних незалежних контролерів ЕПТ.
Rage LT Pro часто використовувався в настільних відеокартах, які мали порт VESA Digital Flat Panel для керування деякими настільними РК-моніторами.
Після того, як ATI припинила випуск RAGE LT, ATI використала Rage 128 і Rage 128 Pro як базовий чип для своєї нової серії Mobility Mobile Graphics.

## RAGE XL
Rage XL була недорогою картою на основі RAGE Pro. Як малопотужний чип з можливістю 2D та 3D прискорення, Rage XL використовувався на багатьох відеокартах низького класу. Його також можна було побачити на материнських платах Intel ще в 2004 році, а в 2006 році він все ще використовувався для серверних материнських плат. На зміну Rage XL став ATI ES1000 для використання на сервері.
По суті, чип був ущільненим Rage Pro, оптимізованим, щоб бути дуже недорогим для пристроїв, де був необхідний лише базовий графічний вихід.
У Rage XL покращена білінійна фільтрація прозорих текстур порівняно з Rage Pro.

## RAGE 128 (нижній та середній клас)

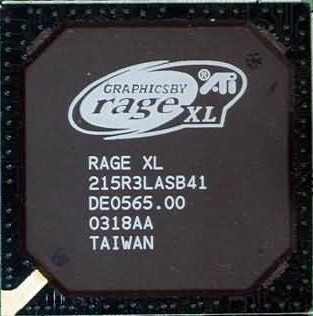
Чип Rage XL

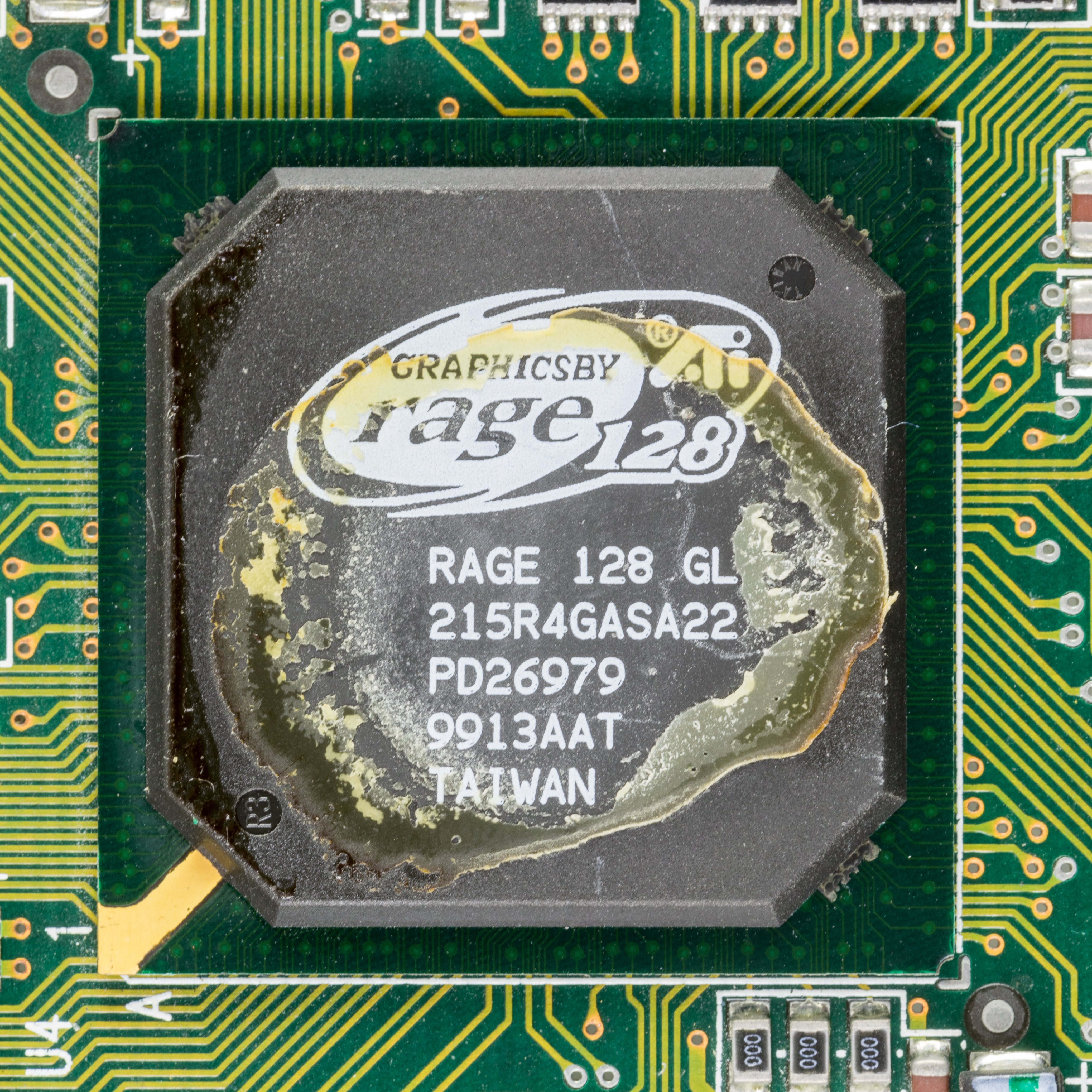
Чип Rage 128

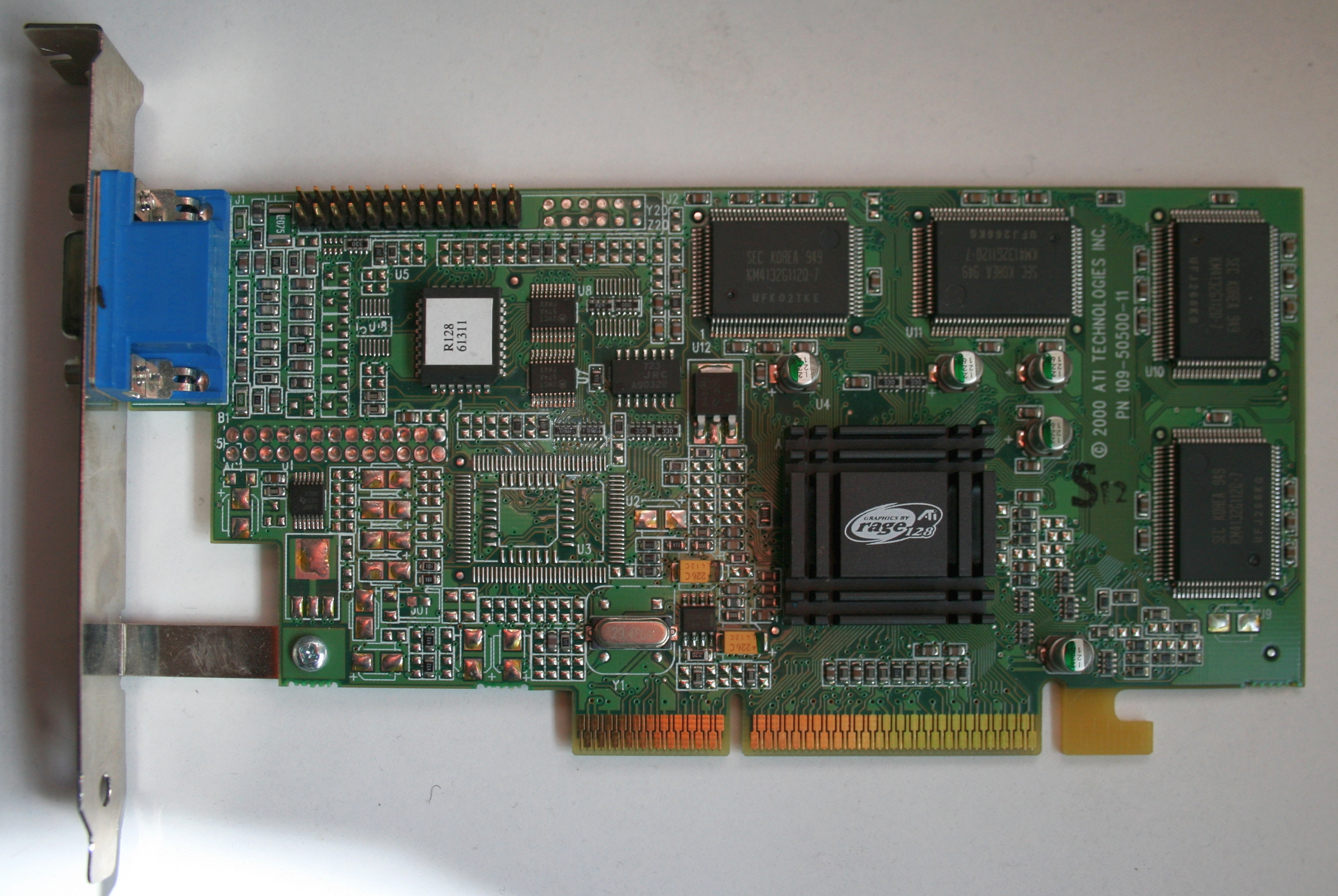
ATI Rage 128GL, 32 MB SGRAM

У тривалій боротьбі за створення найшвидшого та найдосконалішого 3D-прискорювача ATI придумала RAGE 128. Чип був анонсований у двох варіантах: RAGE 128 GL та RAGE 128 VR. Крім нижчої ціни чипа VR, основна відмінність полягала в тому, що перший був повністю 128-бітним, тоді як VR, який все ще був 128-бітним процесором, використовувавши 64-розрядний інтерфейс зовнішньої пам’яті.
- Magnum - плата робочої станції для OEM-виробників із 32 МБ SDRAM.
- Rage Fury - SDRAM 32 МБ пам'яті й така ж продуктивність, як і Magnum, ця карта рекламувалася як ігрова.
- Xpert 128 - 16 МБ SDRAM пам'яті й, як і інші, використовував чип RAGE 128 GL.
- Rage Orion - RAGE 128 GL, проектувався спеціально для Mac OS з 16 МБ пам’яті SDRAM, підтримкою OpenGL і QuickDraw 3D/RAVE[4], по суті, специфічний для ринку Xpert 128. Ця карта підтримувала більше і іншу роздільну здатність відео, ніж пізніші моделі RAGE 128 для Mac. Ця карта рекламувалася для відеоігор Macintosh.
- Nexus 128 - Також RAGE 128 GL для Mac, але з 32 МБ оперативної пам’яті, схожий на Rage Fury. Ця карта була орієнтована на професіоналів у сфері графіки.
- Xclaim VR 128 - Також спеціально для Mac, RAGE 128 GL із 16 МБ пам’яті SDRAM, але включає запис відео, відеовихід, підтримку ТВ-тюнера та прискорення відео QuickTime[4].
- Xpert 2000 - RAGE 128 VR із використанням 64-розрядного інтерфейсу пам’яті.

Rage 128 був сумісний з Direct3D 6 і OpenGL 1.2. Він підтримував багато функцій попередніх чипів RAGE, таких як налаштування трикутника, прискорення DVD та спроможне ядро прискорювача VGA/GUI. RAGE 128 додав до репертуару DVD прискорення зворотного дискретного косинусного перетворення (IDCT). Це була перша відеокарта ATi яка мала рендер з подвійним текстуруванням, оскільки вона могла виводити два пікселі за такт (два піксельні конвеєри). Відеочип був відомий своїм добре продуктивним 32-розрядним кольоровим режимом, а також 16-розрядним режимом зі слабким дизерингом; Як не дивно, RAGE 128 був не набагато швидшим у 16-бітному кольорі, незважаючи на нижчі вимоги до пропускної здатності.
У 32-розрядному режимі RAGE 128 був кращий ніж RIVA TNT, а Voodoo3 взагалі не підтримував 32-біт. Чип мав конкурувати з NVIDIA RIVA TNT, Matrox G200 і G400 і 3dfx Voodoo3.
ATI реалізувала техніку кешування під назвою Twin Cache Architecture (TCA) з Rage 128. Rage 128 використовував буфер розміром 8 КБ для зберігання текселів, які використовувався 3D-рушієм. Щоб ще більше підвищити продуктивність, інженери ATi також включили кеш пікселів розміром 8 КБ, який використовується для запису пікселів назад у Буфер кадру.

## Rage 128 Pro / Rage Fury (вищий клас) & Rage Fury MAXX (ентузіастська)

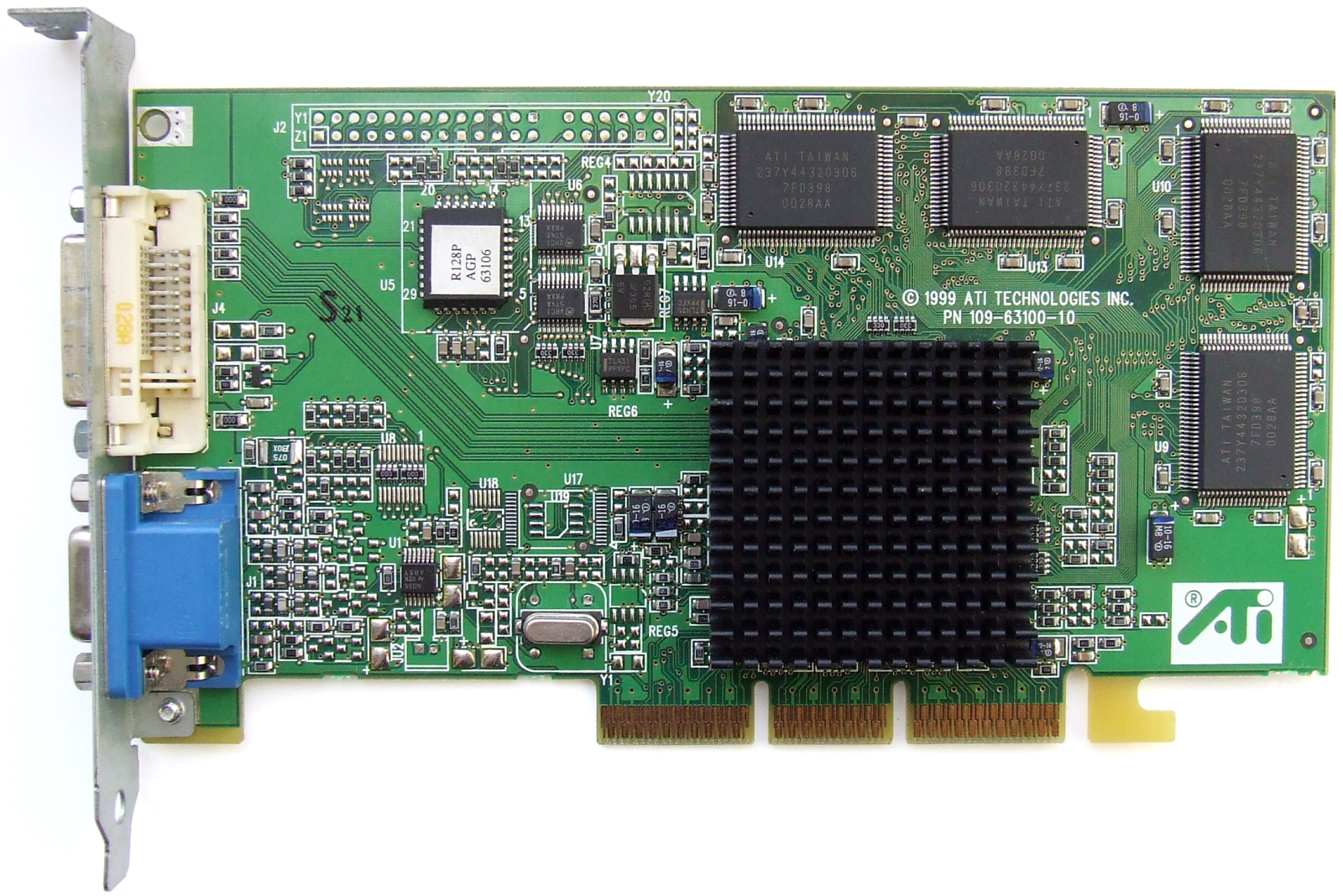
ATI Rage 128 Pro DVI, 32 MB SGRAM

Пізніше ATI розробила наступника оригінального Rage 128 під назвою Rage 128 Pro. Цей чип мав кілька покращень, включаючи покращений механізм налаштування трикутника, який подвоїв пропускну здатність геометрії до восьми мільйонів трикутників/с, кращу фільтрацію текстур, стиснення текстур DirectX 6.0, AGP 4×, підтримку DVI та чип Rage Theater для композитного та S-Video. ТВ-вхід. Цей чип використовувався на ігрових платах Rage Fury Pro та бізнес-орієнтованому Xpert 2000 PRO. Rage 128 Pro, як правило, був рівним з Voodoo3 2000, RIVA TNT2 і Matrox G400, але йому часто заважала низька тактова частота (часто на 125 МГц), коли вона конкурувала з високоякісними Voodoo3 3500, TNT2 ultra і G400 MAX.

### Альтернативна візуалізація кадрів на RAGE Fury MAXX

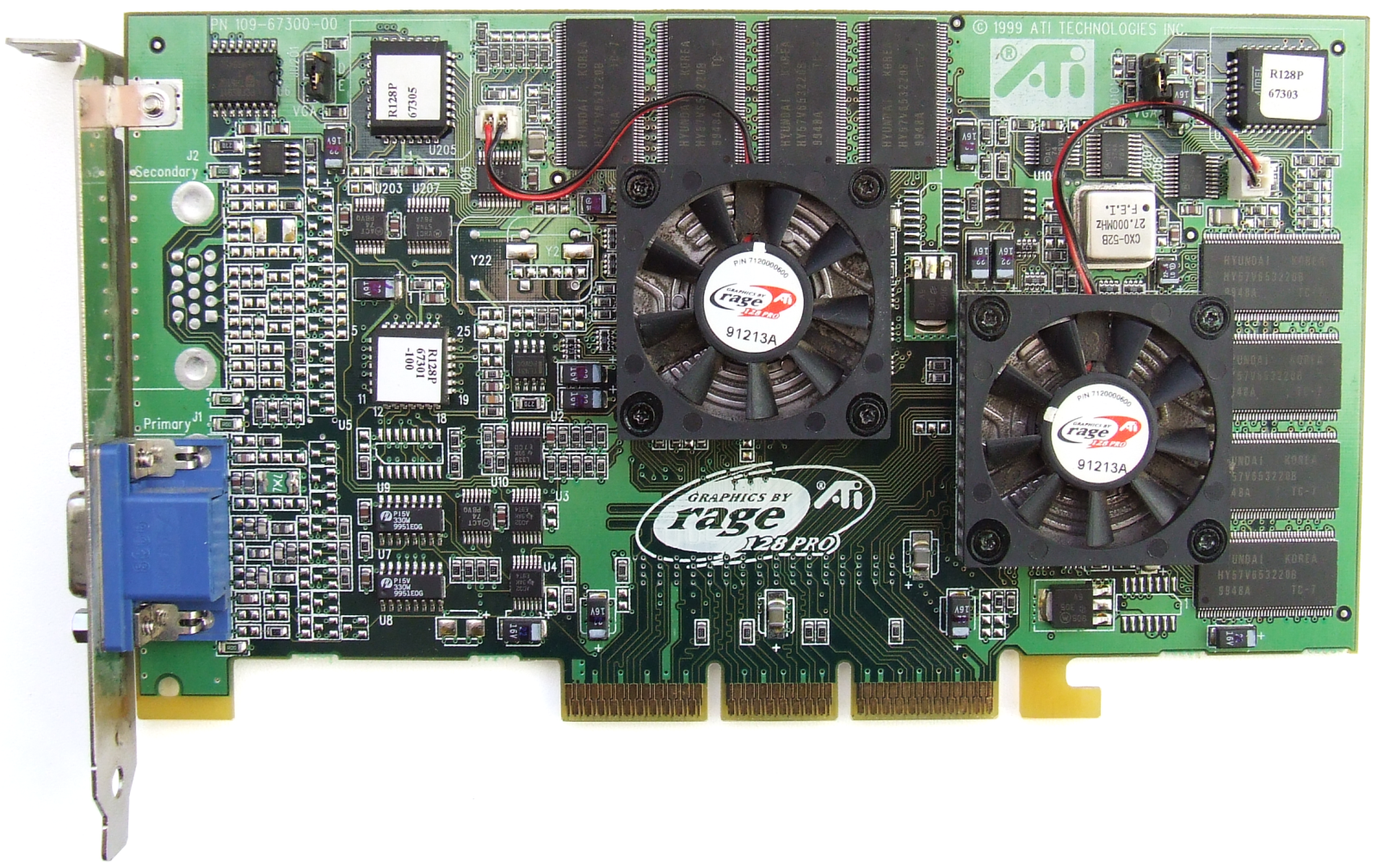
ATI Rage Fury MAXX, 2x 32 MB SDRAM

Плата Rage Fury MAXX містила подвійні мікросхеми Rage 128 Pro в конфігурації альтернативної рендерингу кадрів (AFR), щоб збільшити продуктивність майже вдвічі. AFR відтворює кожен кадр на незалежному графічному процесорі. Ця плата мала конкурувати з NVIDIA GeForce 256 і пізніше 3dfx Voodoo 5. Незважаючи на те, що вона могла дещо зрівнятися з платами GeForce 256 SDR 32 МБ, карти GeForce 256 з пам'яттю DDR все одно легко вийшли на перше місце. Хоча в той час було небагато ігор, які підтримували апаратне перетворення, відсікання та освітлення (T&L), відсутність у MAXX апаратного T&L поставило його в невигідне становище, коли такі ігри стали більш поширеними.
Пізніше ATI виявила, що операційні системи Windows NT 5.x (Windows 2000, XP) не підтримують подвійні графічні процесори AGP, як їх реалізувала ATI. NT помістила їх обидва на шину AGP і перемикалася між ними, тому плата могла працювати лише як одна Rage 128 Pro з продуктивністю карти Rage Fury. Оптимальною ОС для Rage Fury MAXX є Windows 98/ME. Windows 95 і Mac OS не підтримувалися.

## Rage Mobility

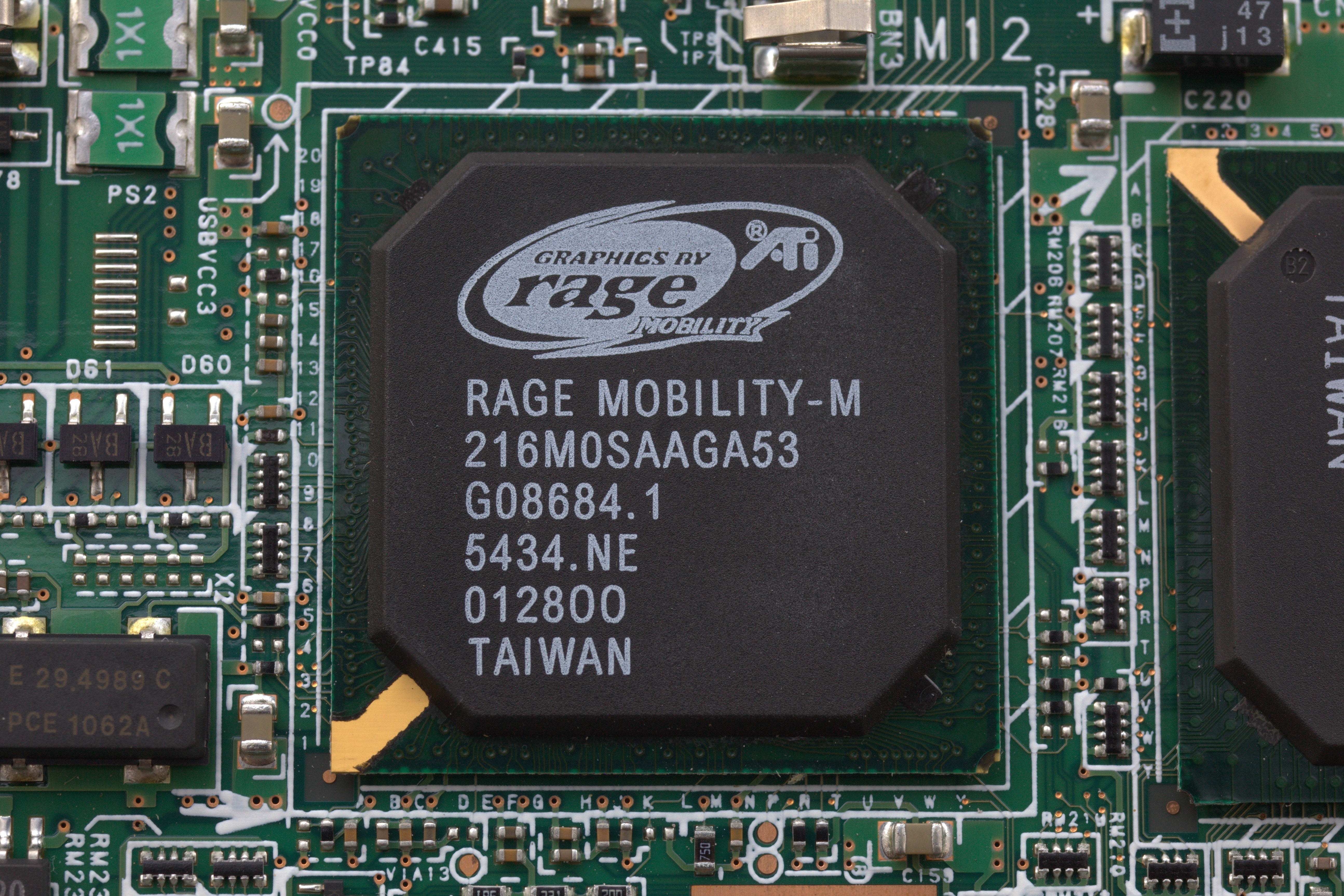
ATI Rage Mobility-M від ноутбука Fujitsu Lifebook P серії

Rage Mobility прийшов на зміну Rage LT і Rage LT Pro. Майже кожна версія Rage використовувалася для мобільних завдань, але були також деякі спеціальні версії цих чипів, які були оптимізовані для цього. Вони були першими графічними рішеннями ATI, які мали назву Mobility. Такі чипи включали:
- RAGE Mobility C / EC / L / M2, (засновані на RAGE Pro) (Motion Compensation)
- RAGE Mobility P / M / M1 (засновані на RAGE Pro) (Motion Compensation, IDCT)
- RAGE Mobility 128 / M3 / M4 (засновані на RAGE 128 Pro) (Motion Compensation, IDCT)

## Rage 6 (RADEON)
Графічний прискорювач Rage 128 Pro був останньою редакцією архітектури Rage і останнім використанням бренду Rage. Хоча наступна ітерація спочатку мала кодову назву Rage 6, ATI вирішила перейменувати її в Radeon (назва все ще використовується AMD після придбання ATI).

## Моделі

### Настільні моделі
- Початковий рівень
  - 3D RAGE
  - 3D RAGE II / II+DVD / IIc
  - 3D RAGE XL
  - 3D RAGE Pro / Xpert@Play / Xpert@Home
- Середній
  - RAGE Magnum (OEM Відеокарти для робочих станцій)
  - RAGE 128 VR / Xpert 2000 Pro
  - RAGE 128 GL / Xpert 128
- Вищий клас
  - RAGE 128 Pro
  - RAGE 128 Ultra (OEM версія 128 Pro)
- Ентузіастські
  - RAGE Fury Pro (Rage 128 Pro)
  - RAGE Fury MAXX (Два з'єднані чипи Rage 128 Pro)

### Особливі карти дляAppleосновані на чипі RAGE 128 GL )
- Xclaim VR 128
- Nexus 128
- Rage Orion